# Якобс, Джейми
Джейми Якобс (нидерл. Jamie Jacobs; род. 3 декабря 1997, Пюрмеренд, Северная Голландия) — нидерландский футболист, полузащитник клуба «Алмере Сити».
Младший брат Джейми — Джоуи Якобс тоже профессиональный футболист.

## Клубная карьера
Якобс — воспитанник клубов «Пюрмеренд» и «Волендам». В 2017 году Джейми подписал контракт с АЗ. 18 августа в матче против «Ден Босх» он дебютировал в Эрстедивизи за дублёров. Летом 2019 года Якобс перешёл в «Камбюр». 9 августа в матче против «Де Графсхап» он дебютировал за новую команду. 16 августа в поединке против «Гоу Эхед Иглз» Джейми забил свой первый гол за «Камбюр». В 2021 году Якобс помог клубу выйти в элиту. 15 августа в матче против «Гронингена» он дебютировал в Эредивизи.
Летом 2023 года Якобс перешёл в датский «Виборг». 21 августа в матче против «Вейле» он дебютировал в датской Суперлиге.
17 июля 2025 года перешёл в «Алмере Сити», подписав двухлетний контракт до середины 2027 года.

## Достижения
«Волендам»
- Победитель Первого дивизион Нидерландов: 2024/25[нидерл.]